# Grun-Bordas
Grun-Bordas – miejscowość i gmina we Francji, w regionie Nowa Akwitania, w departamencie Dordogne.
Według danych na rok 1990 gminę zamieszkiwało 165 osób, a gęstość zaludnienia wynosiła 13 osób/km² (wśród 2290 gmin Akwitanii Grun-Bordas plasuje się na 1011. miejscu pod względem liczby ludności, natomiast pod względem powierzchni na miejscu 897.).